# Grete Mostny
Grete Mostny Glaser (ur. 17 września 1914 w Linzu, zm. 15 grudnia 1991 w Santiago) – austriacka i chilijska archeolożka.

## Życiorys
Urodziła się w żydowskiej rodzinie Paula Mostnego i Juliany Glaser. Rodzina Mostnych w XIX wieku przeprowadziła się z miejscowości Koloděje nad Lužnicí w Czechach do Linzu. Tutaj pięciu braci założyło gorzelnię, która uchodziła za największy żydowski zakład w mieście.
W latach 1924–1933 uczęszczała do szkoły żeńskiej w Linzu, w której 24 czerwca 1933 zdała maturę. Zapisała się na semestr zimowy 1933/34 Wydziału Filozoficznego Uniwersytetu Wiedeńskiego. Uczęszczała na zajęcia Egiptologii, Afrykanistyki, Prehistorii i języki obce. Była członkiem koła egiptologów, zbierającego się w salonie Marianne von Werther, wraz z profesorami i wykładowcami wydziału Egiptologii. Napisała pracę dyplomową Die Kleidung der aegyptischen Frau im alten Reich (Ubiór kobiety w Starym Państwie) pod kierunkiem egiptologa Wilhelma Czermaka i archeologa klasycznego Camillo Praschnikera, która została pozytywnie oceniona 10 grudnia 1937.
18 grudnia 1937 zdała pierwszą część egzaminu dyplomowego. Jednak w marcu 1938 przed egzaminem ustnym (Rigorosum) została, jako żydówka, zmuszona do opuszczenia uczelni w związku z Anschlussem Austrii i dojściem do władzy narodowych socjalistów. Musiała się ukrywać. Majątek rodzinny został skonfiskowany 1 lipca 1938. Dokończyła studia w 1939 na Vrije Universiteit Brussel w Brukseli, gdzie obroniła pracę doktorską z filologii orientalnej i historii. Po obronie wyjechała do Egiptu, gdzie brała udział w wykopaliskach archeologicznych w Luksorze. W tym samym roku wraz z matką i bratem wyemigrowała do Chile. Została asystentką w dziale antropologii Museo Nacional de Historia Natural w Santiago. W 1943 została dyrektorem tego działu.
Po II wojnie światowej rząd Austrii przesłał jej dyplom Uniwersytetu Wiedeńskiego i zaprosił do powrotu do kraju i pracy na Uniwersytecie. Odmówiła i w 1946 przyjęła obywatelstwo chilijskie. Od 1948 wykładała na Universidad de Chile antropologię prehistorii. Została profesorem na Wydziale filozofii i edukacji. W 1959 współorganizowała Asociación de Museos Chilenos (Związek Muzeów Chilijskich).
Od października 1964 do 1982 dyrektor Museo Nacional de Historia Natural.
Prowadziła badania archeologiczne w całym Chile. Dzięki jej zaangażowaniu znalezione przez rabusiów w 1954 Dziecko z El Plomo, zamrożone zwłoki dziecka złożonego w ofierze przez Inków, zostało pozyskane przez muzeum i poddane badaniom naukowym. Była inicjatorką konkursu dla młodzieży z dziedziny nauk przyrodniczych i techniki Feria Científica Nacional Juvenil, którego zwycięzcy otrzymują nagrodę jej imienia.

## Upamiętnienie
Od lata 2016 siedem kobiet naukowców, w tym Grete Mostny, zostanie upamiętnionych rzeźbami na terenie Uniwersytetu Wiedeńskiego w ramach projektu obchodów 650-lecia uczelni.

## Rodzina
Jej pierwszym mężem był Fischel Wassner – właściciel fabryki produkującej sombrera. Po jego śmierci wyszła za Juana Gómeza Millasa – rektora Uniwersytetu Chilijskiego w latach 1953-1963 i Ministra Edukacji w latach 1953 i 1964-1968.
Zmarła 15 grudnia 1991 na raka.